# Condado de Carroll (Misisipi)
El condado de Carroll es un condado del estado de Misisipi, Estados Unidos. Tiene una población estimada, a mediados de 2024, de 9378 habitantes.
Las sedes del condado son Carrollton y Vaiden.

## Geografía
Según la Oficina del Censo, el condado tiene una superficie total de 1644 km², de los cuales 1628 km² corresponden a tierra firme y 16 km² están cubiertos de agua.

## Demografía

### Censo de 2020
Según el censo de 2020, en ese momento el condado tenía una población de 9998 habitantes. La densidad de población era de 6.1 hab./km²
| Raza                   | Núm. | Porc.   |
| ---------------------- | ---- | ------- |
| Blancos                | 6543 | 65.44%  |
| Afroamericanos         | 3044 | 30.45%  |
| Amerindios             | 20   | 0.20%   |
| Asiáticos              | 31   | 0.31%   |
| De otras razas         | 109  | 1.09%   |
| De una mezcla de razas | 251  | 2.51%   |
| Total                  | 9998 | 100.00% |

Del total de la población, el 1.54% eran hispanos o latinos de cualquier raza.

### Estimación 2019-2023
Según la estimación 2019-2023 de la Oficina del Censo, los ingresos medios de los hogares son de $55,275 y los ingresos medios de las familias son de $73,268.  Los ingresos per cápita en los últimos doce meses, medidos en dólares de 2023, son de $32,822.  Alrededor del 22.4% de la población está por debajo de la línea de pobreza nacional.

## Condados adyacentes
- Condado de Grenada (norte)
- Condado de Montgomery (este)
- Condado de Attala (sureste)
- Condado de Holmes (suroeste)
- Condado de Leflore (oeste)

## Localidades

### Pueblos
- Carrollton (segunda sede de condado)
- North Carrollton
- Vaiden (primera sede de condado)

### Otras localidades
- Avalon
- Coila
- McCarley